# Cupido absulus
Cupido absulus är en fjärilsart som beskrevs av Herrich-Schäffer. Cupido absulus ingår i släktet Cupido och familjen juvelvingar. Inga underarter finns listade i Catalogue of Life.